# Listă de filme noir din anii 1930
Aceasta este o listă de filme noir din anii 1930:

Notă: toate filmele care nu prezintă informații despre țară sunt din Statele Unite.

## 1930

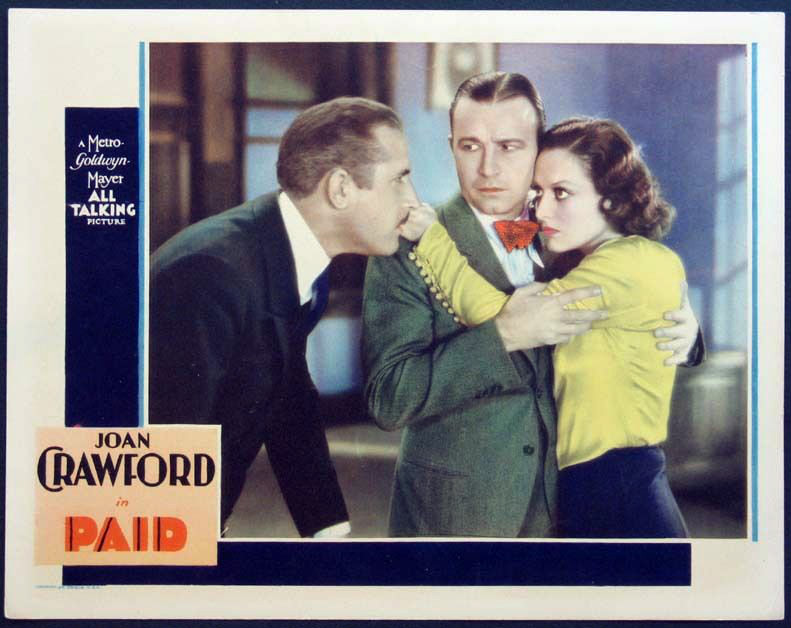
Paid, 1930

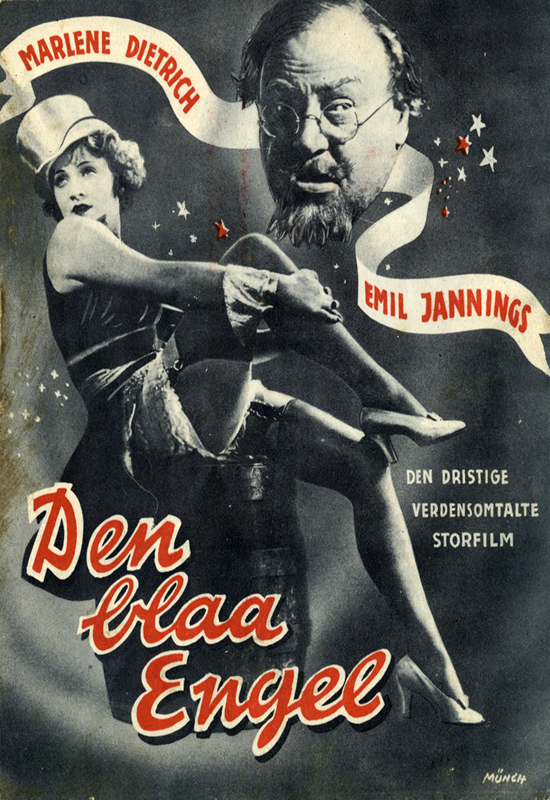
Îngerul albastru, afișul danez al filmului.

- Îngerul albastru  (sau Der blaue Engel, 1930, Germania)
- Paid cu Joan Crawford, Robert Armstrong, Kent Douglass, regia Sam Wood

## 1931
- Blonde Crazy
- City Streets
- Five Star Final
- Little Caesar
- Șoimul maltez (The Maltese Falcon; sau Dangerous Female)
- The Public Enemy
- La Chienne (1931, Franța)
- M - Un oraș își caută ucigașul (1931, Germania)
- Der Mann, der seinen Mörder sucht (1931, Germania)
- Voruntersuchung (1931, Germania)

## 1932
- The Beast of the City
- I Am a Fugitive from a Chain Gang
- Scarface
- 20,000 Years in Sing Sing
- La nuit du carrefour (sau Night at the Crossroads, 1932, Franța)
- Quick (1932, Germania)
- Stürme der Leidenschaft (1932, Germania)

## 1933
- Private Detective 62
- Brennendes Geheimnis (aka The Burning Secret, 1933, Germania)

## 1934
- Midnight
- The Thin Man

## 1935
- Bordertown
- The Florentine Dagger
- The Glass Key
- The Scoundrel

## 1936
- Bullets or Ballots
- Fury
- Great Guy
- The Petrified Forest
- Satan Met a Lady
- Sabotage (sau The Woman Alone, 1936, Marea Britanie)

## 1937
- Marked Woman
- San Quentin
- You Only Live Once
- Dead End
- Cargaison blanche (sau Traffic in Souls, 1937, Franța)
- Mollenard (1937, Franța)
- Pépé le Moko (1937, Franța, remfacere a Algiers)
- La Serpiente roja (1937, Cuba)

## 1938
- Algiers
- The Amazing Dr. Clitterhouse
- Angels with Dirty Faces
- La Bête humaine (1938, Franța)
- Quai des brumes (sau Port of Shadows, 1938, Franța)

## 1939
- Each Dawn I Die
- King of the Underworld
- The Roaring Twenties
- They Made Me a Criminal
- Le Dernier tournant (1939, Franța)
- Le Jour se lève (1939, Franța)
- Pièges (aka Snares, 1939, Franța)

## Western-noir
- Stagecoach (1939)